# II bitwa nad Bull Run
II bitwa nad Bull Run (znana również jako II bitwa pod Manassas) – starcie zbrojne, które miało miejsce 28–30 sierpnia 1862 roku podczas amerykańskiej wojny secesyjnej, w pobliżu miejscowości Manassas w północnej Wirginii. Była to decydująca bitwa kampanii w północnej Wirginii i zakończyła się zwycięstwem Konfederacji.

## Przed bitwą
Po nieudanej kampanii półwyspowej przeprowadzonej przez Armię Potomaku pod wodzą generała George B. McClellana i wysokich stratach poniesionych w bitwie siedmiodniowej, wojska unionistów wycofały się poza rzekę James. Główny cel kampanii – zdobycie stolicy konfederatów Richmond i tym samym zakończenie wojny – nie został osiągnięty. Głównodowodzący Armią Wirginii generał John Pope otrzymał rozkaz połączenia się z Armią Potomaku i ponownego marszu z kierunku północnego w stronę Richmond. Po stoczonej w połowie sierpnia bitwie pod Cedar Mountain armia Pope’a oraz wojska konfederatów Roberta E. Lee stanęły naprzeciwko siebie po obu stronach rzeki Rappahannock.
Lee zdecydował się wykorzystać czas potrzebny na połączenie się obu armii i zaatakować armię Pope’a zanim jeszcze ta zostałaby wzmocniona wojskami Armii Potomaku do liczby 150 000 żołnierzy. Nakazał w związku z tym generałowi Thomasowi „Stonewall” Jacksonowi, aby ten wraz ze swoim II korpusem w sile 24 000 ludzi obszedł 25 sierpnia federalnych. W tym czasie I korpus pod wodzą generała Jamesa Longstreeta w sile 30 000 ludzi miał wiązać siły Pope’a. Wojska Jacksona, określane jako słynna „kawaleria piesza” niezauważone szybkim marszem dotarły do odległej o 70 kilometrów wysuniętej bazy zaopatrzeniowej Unii. 27 sierpnia baza została splądrowana przez konfederatów, którzy dodatkowo zniszczyli połączenia kolejowe w okolicy Manassas oraz Briscoe Station. Następnie południowcy skierowali się ponownie na północ. Maszerujący korpus Jacksona mimo prób zatrzymania przez siły Pope’a 27 sierpnia dotarł do Manassas Station.
Po dotarciu sił McClellana, głównodowodzący Armią Potomaku wsparł Pope’a III i IV korpusem dowodzonymi przez generałów Samuela Petera Heintzelmanna oraz Fitza Johna Portera. Wieczorem dnia 28 sierpnia jedna z dywizji Jacksona spostrzegła korpus Pope’a. Doszło do walk pod Groveton, które przyniosły obu stronom duże straty. Walki trwały do późnego wieczora. Pope którego siły wpadły początkowo w pułapkę zastawioną przez konfederatów, wycofał swoje siły, zamierzając przypuścić atak następnego dnia.

## Pierwszy dzień bitwy
Pope sądził, że siły Jacksona po przekroczeniu Rappahannock River będą chciały połączyć się z I korpusem Longstreeta. Przewidywania te okazały się błędne, gdyż to Longstreet kierował się ku Jacksonowi, chcąc wzmocnić jego siły. 3 dywizje Jacksona zajęły pozycje obronne za nasypem kolejowym. 29 sierpnia wojska Północy przypuściły atak w sile 3 korpusów. Na obrońców uderzyły m.in. III korpus pod wodzą Irwina McDowella oraz V korpus Fitza Johna Portera. Rozkaz Pope’a nakazujący atak z lewej flanki na prawe skrzydło południowców, wykonany został z dużym ociąganiem. Porter chciał poczekać na wzmocnienia ze strony McDowella, który stracił cały dzień na dotarcie w pobliże pola bitwy. W trwających cały dzień walkach, unioniści kilkakrotnie wdzierali się w stanowiska obronne południowców, za każdym razem zostawali jednak odparci. Około godz. 11 konfederatów wzmocnił w końcu korpus Longstreeta. Siły federalne, zauważyły wprawdzie nadejście wojsk Longstreeta, oceniły jednak źle jego liczbę. Wojska Longstreeta nie były jednak w pełni gotowe do szturmu na federalnych, jak życzył sobie tego Lee. Pope widząc okopującego się przeciwnika, sądził, że południowcy szykują się do odwrotu i zamierzał zaatakować ich ponownie następnego dnia w trakcie wycofywania.

## Drugi dzień bitwy
Przed południem 30 sierpnia Pope był już pewien, że Jackson pozostał na stanowiskach obronnych. Nakazał więc atak, który został odparty przez siły rezerwowe Jacksona. Około godz. 15 nastąpił atak wojsk Portera w sile 10 000 ludzi. Także i ten atak został po ciężkim boju z najwyższym trudem odparty przez wojska Jacksona. Doszło nawet do tego, że wyczerpane i pozbawione amunicji oddziały konfederatów obrzucały atakujących kawałkami skał i kamieni. Jackson poprosił wówczas Longstreeta o wsparcie. Longstreet, którego piechota nie nadeszła jeszcze w pobliże pola bitwy, nakazał podciągnąć artylerię i rozpoczął ostrzał flanki wojsk federalnych. Po zakończeniu ostrzału 5 dywizji Longstreeta około godz. 16.30 zaatakowało lewe skrzydło unionistów. Pope rzucił do kontrataku brygady Krzyżanowskiego i Johna Koltesa, po czym rozpoczął odwrót na drugi brzeg rzeki Bull Run w kierunku Waszyngtonu. Armia Wirginii została pobita, nie udało się jej jednak południowcom całkowicie zniszczyć.
Straty obu stron to 13 830 ludzi po stronie Unii (z łącznej liczby 63 000) oraz 8350 po stronie południowców (z łącznej liczby 54 000).

## Po bitwie
1 września zaledwie 20 mil od Waszyngtonu wojska Unii starły się z konfederatami Jacksona. Była to część planu Roberta E. Lee, który zamierzał przenieść teatr działań z okolic Richmond w pobliże stolicy Unii. Dzięki temu posunięciu Lee stał się bohaterem Południa. Tymczasem morale armii Północy wyraźnie upadło, generałowie armii zrzucali jeden na drugiego winę za niepowodzenia. Odsunięto m.in. McDowella, Pope’a i Portera. Ten ostatni, zwolniony wówczas z armii, został po wojnie (w roku 1879) zrehabilitowany.